# Підголовник

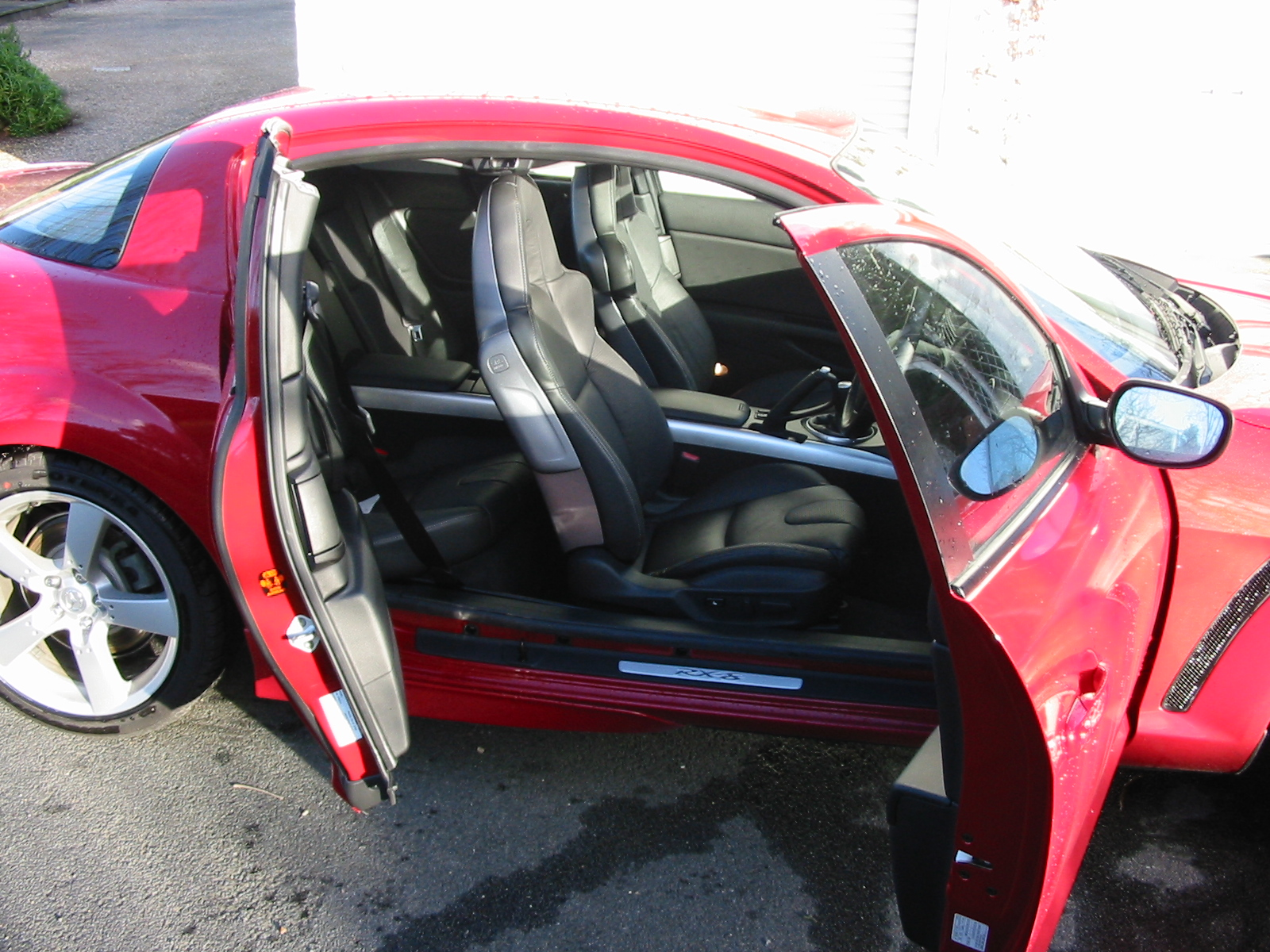
Підголовники у вигляді подовження спинок сидінь на автомобілі Mazda RX-8

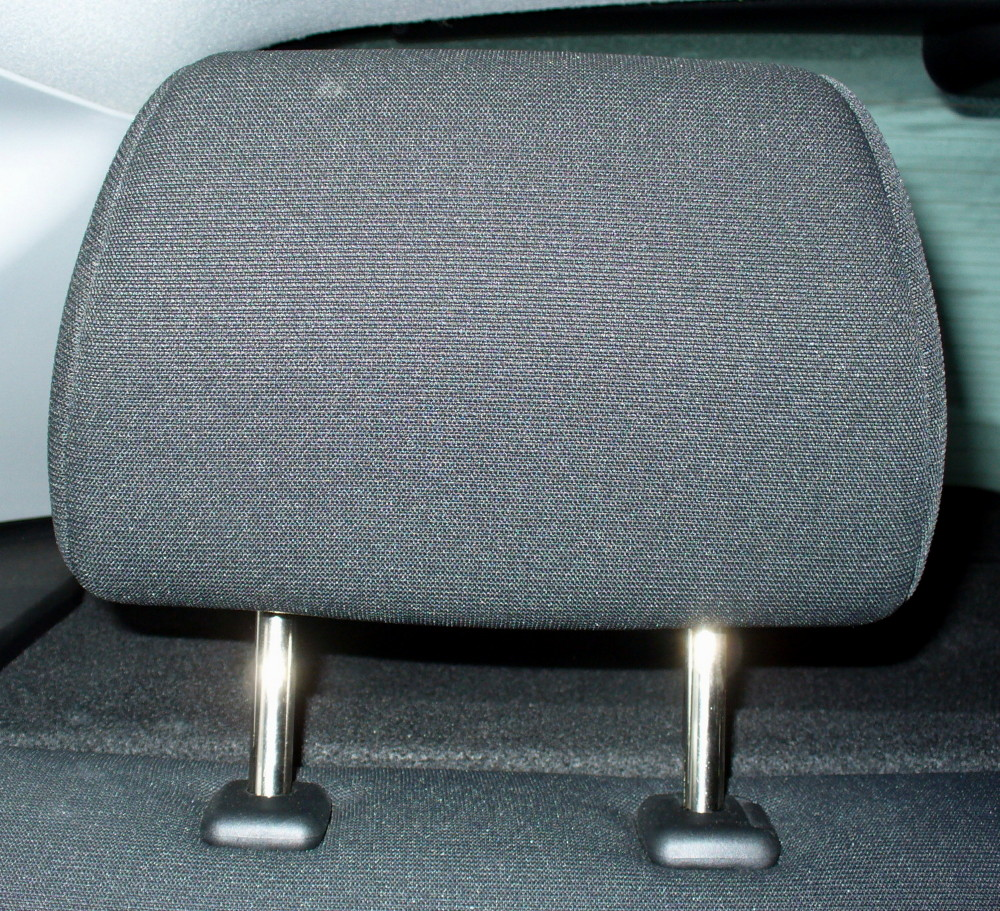
Підголовник поширеної конструкції з можливістю регулювання висоти його розташування

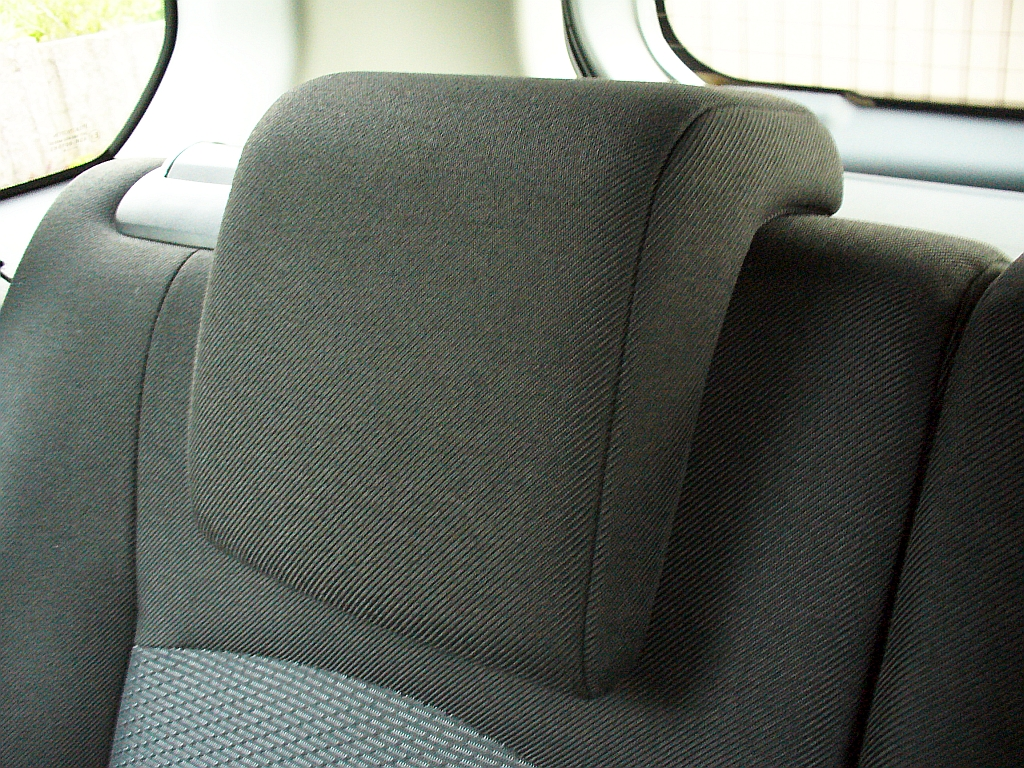
Підголовник заднього сидіння у складеному (неробочому) положенні

Підголовник або підголівник (англ. head restraint) — елемент системи пасивної безпеки у вигляді упора для затильної частини голови водія чи пасажира, який приєднаний або вмонтований у верхню частину (спинку) сидіння автомобіля.
Підголовники конструюються або як частина подовжених спинок сидінь, або у вигляді регульованих подушечок. Вони встановлюються з метою послаблення ефекту неконтрольованого руху голови назад та недопущення травмування шийних хребців, в результаті ДТП у разі наїзду іншого транспортного засобу ззаду. Від запровадження підголовників, як засобу пасивної безпеки у другій половині 1960-х років, вони запобігли або зменшили негативні наслідки травматизму тисяч людей.

## Історична довідка
Імовірно, що перший патент на автомобільний підголовник було видано Бенджаміну Кацу (англ. Benjamin Katz) з Окленда (Каліфорнія) у 1921 році. Додаткові патенти на удосконалення таких пристроїв з'явились у 1930 і у 1950, та у наступні роки.
- 1968 рік — підголовники входять у стандартне оснащення автомобілів Mercedes-Benz.
- 1969 рік — американська Національна адміністрація безпеки дорожнього транспорту (англ. National Highway Traffic Safety Administration; NHTSA) рекомендувала встановлення підголовників на усіх автомобілях, що продаються у США[4].
- 1972 рік — встановлено мінімальний розмір підголовника, який становив 80 см².
- 1982 рік — дослідження, проведені NHTSA показали, що в легкових автомобілях підголовники у вигляді подовжених спинок сидінь захищають від травм у 17% аварій у разі заднього зіткнення, а регульовані підголовники є ефективними у 27% випадків[4].
- 1993 рік — мінімальний розмір підголовника збільшено до 400 см².
- 2008 рік — встановлені останні міжнародні стандарти для передніх підголовников[8].

## Обов'язковість використання підголовників
В Україні Правила дорожнього руху вимагають обов'язкове використання підголовників для водія та всіх пасажирів:
|  | Для забезпечення безпеки дорожнього руху водій зобов'язаний: ... в) на автомобілях, обладнаних засобами пасивної безпеки (підголовники, ремені безпеки), користуватися ними…; |

Правила дорожнього руху забороняють експлуатувати автомобіль, якщо:
|  | ж) відсутні ремені безпеки та підголовники в транспортних засобах, де їх установка передбачена конструкцією; |

## Види підголовників

### Нерухомий підголовник
Нерухомий підголовник може бути або продовженням спинки сидіння (нерегульований), або подушечкою, що кріпиться до сидіння за допомогою металевих штирів (регульований). Значну роль у захисті шийних хребців у разі зіткнення відіграє правильність встановлення та регулювання підголовника.
Висота підголовника повинна бути виставлена так, щоб верхній його край зрівнявся з маківкою голови.
Щоб підняти підголовник, потрібно потягнути його вгору. Щоб опустити підголівник, потрібно натиснути кнопку фіксатора і натиснути на підголівник. Підголовники задніх сидінь повинні знаходитися тільки в одному з фіксованих положень, яке відповідає поглибленню на стійці підголівника. Найнижче положення підголовника дає можливість складати спинку сидіння і забезпечує задній огляд. Найнижче робоче положення підголівника знаходиться на рівні першої виїмки на стійці. Подальше регулювання виконується по мірі необхідності.

### Активний підголовник
Активний підголовник у разі зіткнення від наїзду ззаду автоматично наближається до голови, тим самим зменшується ймовірність травмування шийної частини хребта.
Активні підголовники ефективні у разі зіткнень на малих і середніх швидкостях руху та за певних видів наїзду ззаду, коли найчастіше трапляються травми, пов'язані із «хлиста» і ефективні тільки за певних видів наїзду ззаду. Після спрацювання підголовники повертаються у вихідне положення. Активний підголовник розрахований на стандартні габарити пасажира (ріст і вага) і потребує регулювання по висоті лише у випадках великого зросту та малої ваги або низького зросту та великої ваги. У цих випадках неправильне регулювання активних підголовників може знизити ефективність їх роботи.
Конструкція активного підголовника може мати наступні види засобів приведення у дію: механічний або електричний.

#### Механічний привод
Підголовники з механічним приводом оснащені спеціальним рухомим важелем, захованим в спинці крісла. У момент удару автомобіля ззаду спина водія за інерцією від поштовху вдавлюється в крісло і натискає на нижній кінець важеля. Механізм у разі його спрацювання наближає підголовник до голови ще до її закиду, за рахунок чого зменшує силу удару. Як тільки тиск на спинку сидіння знижується, пружина повертає підголовник у початкове положення.

#### Електричний привод
Реалізація електричного привода активного підголовника допускає наявність електронної системи керування. До її складу входять датчики удару, блок керування і, власне, механізм приводу. Основу механізму становить піропатрон з електричним запалюванням.
Датчики удару встановлюються у задній частині автомобіля. Сигнали від датчиків приймає загальний блок керування елементами пасивної безпеки. У залежності від сили та напряму удару він запускає та регулює роботу привода.

## Додаткові функції підголовників

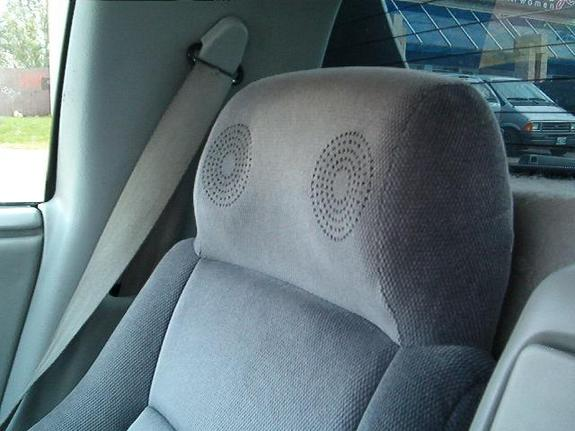
Стереодинаміки, вбудовані у підоголовник

В автомобілях з'являються підголовники із вбудованими стереодинаміками та/або монітором для пасажирів на задньому сидінні як у варіантах заводських опцій, так і тюнінгових вирішень. Такі підголовники можуть містити DVD-програвач, що відтворює DVD, CD, MP3 диски, ТБ-тюнер, FM-трансмітер, можуть приймати сигнали від зовнішніх джерел інформації — ігрових приставок, камер заднього огляду тощо. Стандартний інтерфейс — два AV-входи, AV-вихід зі стереозвуком, і гнізда USB та SD для підключення карт пам'яті. Підголовник з DVD має також ІЧ-передавач для бездротових навушників. 